# Eduardo León y Llerena

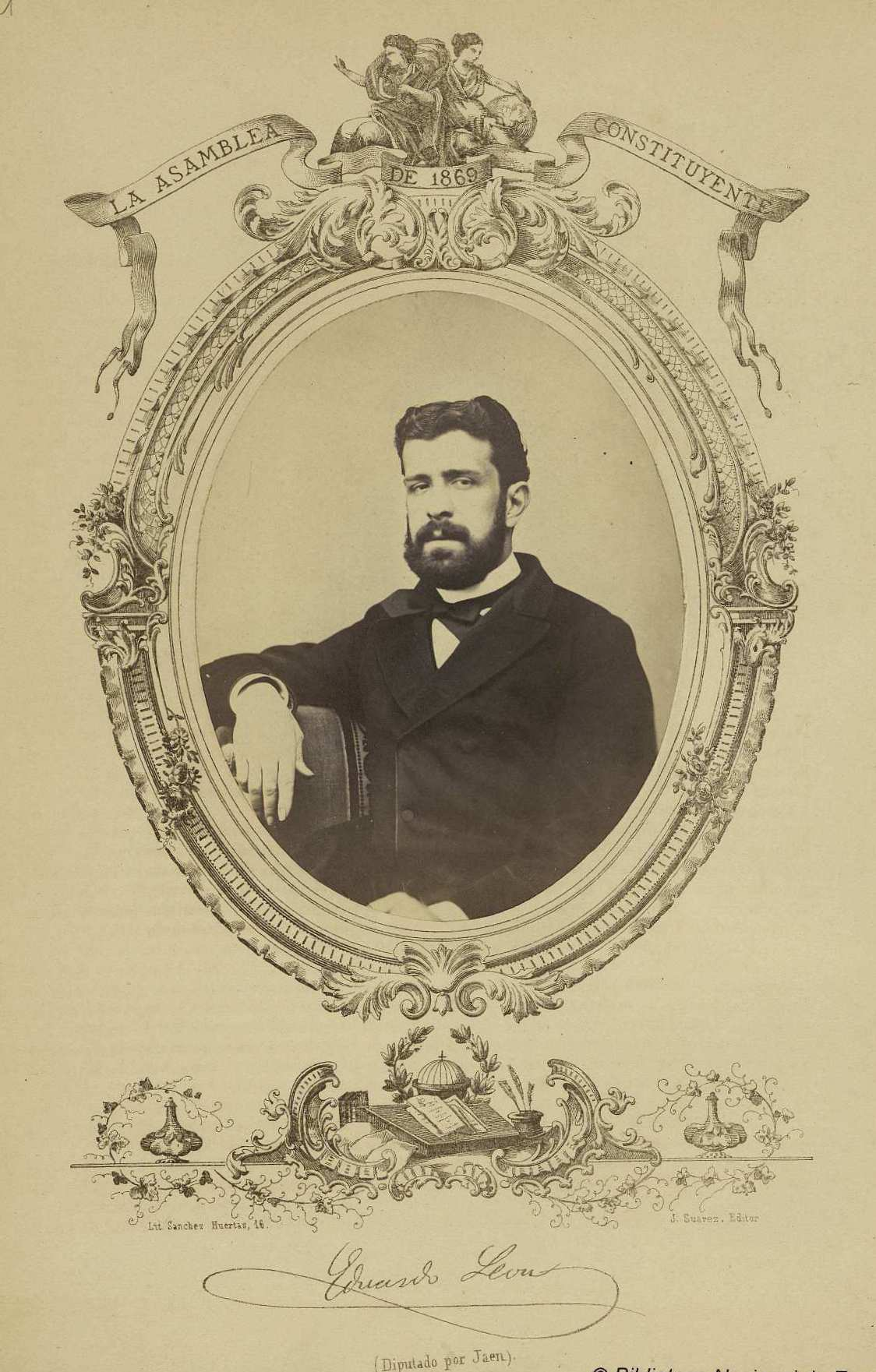
Eduardo León y Llerena, fotografía de José Suárez sobre orla litográfica de Sánchez. Inscripción: «La Asamblea Constituyente de 1869 / [facsímil de la firma / (Diputado por Jaén)». Biblioteca Nacional de España.

Eduardo León y Llerena (Málaga, 31 de mayo de 1839-Marmolejo, 4 de agosto de 1900), fue un abogado y político liberal español, diputado por diversas circunscripciones y senador vitalicio desde 1883 hasta su muerte. Es también conocido por ser el impulsor del Balneario de Marmolejo, adquirido en 1883.

## Biografía
Hijo de Esteban León Medina (Antequera, 1812-Madrid, 1875) y Valentina Llerena de Reina. Su padre había nacido en el seno de una familia de marcada tradición liberal pero de escasos recursos. Acogido éste por uno de los amigos de su padre, el primer conde de Peñafiel, se trasladó a Madrid donde hizo una brillante carrera administrativa, llegando a ser un miembro destacado del partido Unión Liberal. Amigo personal de los generales liberales Francisco Serrano y Domínguez  (también duque de la Torre, aunque más conocido como general Serrano) y Leopoldo O'Donell y del marqués de la Vega de Armijo Antonio González de Aguilar y Correa, fue nombrado subsecretario del Ministerio de Hacienda durante el Bienio liberal progresista liderado por el general Baldomero Espartero (1854-1856). Antes, ejerció de intendente en Jaén, Lérida y Baleares. En 1851 era nombrado gobernador civil de Córdoba y elegido diputado por la provincia de Córdoba en las elecciones de 1854; por el distrito de Villa del Río en las elecciones de 1858 y 1863; por el distrito de Cazorla en las elecciones de 1865 y diputado por Córdoba en las de 1869. Fue además senador por la provincia de Jaén en la legislatura de 1872. 
Su formación inicial transcurrió entre Córdoba y Jaén hasta que en 1850 se trasladó a Madrid para cursar la segunda enseñanza y estudiar leyes en la Universidad Central. En 1859 obtuvo el grado de licenciado en Derecho Administrativo en la Universidad Central y en 1862 el de Derecho Civil y Canónico. Parte de su adolescencia y juventud transcurrieron entre las ciudades de Lérida, Palma de Mallorca, Jaén y Córdoba, donde su padre había desempeñado los cargos de gobernador civil. Ya en posesión del título de abogado entró como empleado en el Ministerio de Gracia y Justicia, ascendiendo en el escalafón hasta auxiliar de planta, siendo declarado cesante en agosto de 1866. Vinculado al partido Unión Liberal no tardaría en ponerse a las órdenes de su tío político el general Serrano, en los preparativos de la Gloriosa de 1868 estando a su lado en la batalla de Alcolea (28 de septiembre de 1868) en calidad de persona de máxima confianza. Triunfante el pronunciamiento liberal encabezado por los generales Juan Bautista Topete, Juan Prim y Francisco Serrano y Domínguez frente a la reina Isabel II, una vez nombrado el general Serrano presidente provisional del gobierno, y posteriormente Regente del Reino,  Eduardo regresó a Madrid, siendo nombrado Secretario de su Audiencia Territorial, y más tarde secretario general del Ministerio de la Gobernación y subsecretario de este Ministerio.
A partir de las elecciones de 1869 fue elegido diputado por la circunscripción de Jaén junto al duque de la Torre en la candidatura de signo monárquico-democrático. En las elecciones del 2 de abril de 1872 (reinado de Amadeo de Saboya) fue elegido diputado por el distrito de Alcalá la Real dentro de las filas del Partido Constitucional que había fundado junto al general Serrano y Sagasta. Ya en plena restauración borbónica (reinado de Alfonso XII) y una vez disuelto el Partido Constitucional, volvió a ser diputado en las filas del partido Liberal Fusionista de Sagasta (donde se integraron parte de sus miembros) por los distritos de Jaén y Martos, hasta el 14 de diciembre de 1883.
Desde 1882 perteneció a Izquierda Dinástica, fracción incluida en del Partido Liberal de Sagasta, pero liderada por el duque de la Torre y en el que también se encuentra el general José López Domínguez y José Posada Herrera. Este partido tuvo una corta vida quedando disuelto en 1884 en que prácticamente todos sus miembros se integraban en el Partido Liberal.
Pasados los años del Sexenio Democrático, (1868-1874) Eduardo León y Llerena volvió al primer plano de la política, esta vez en las filas del partido liberal de Sagasta del que sería su “jefe” en la provincia de Jaén y con el que volvería a ocupar cargos públicos. Fue por ejemplo subsecretario de la Presidencia del Consejo de Ministros entre 1881 y 1882 y en el año 1883 era nombrado senador vitalicio y consejero de Estado. También fue nombrado consejero de varias empresas públicas, fundamentalmente las vinculadas al ferrocarril (1887) junto a primeras figuras como el marqués de La Habana, (José Gutiérrez de la Concha) y Tabacalera (marzo de 1894) siempre bajo gobiernos presididos por Práxedes Mateo Sagasta. 
Coincidiendo con su nombramiento como senador vitalicio (1883) adquiere por subasta pública la explotación de las aguas minero-medicinales de Marmolejo con el nombre de “Establecimiento de Aguas y Baños Medicinales Naturales de Marmolejo”, por un importe de 83.500 duros a pagar en diez plazos y nueve años. Es entonces cuando establece, junto a su esposa Luisa Serrano (natural de Arjona, sobrina del general Serrano, e hija de Francisco Serrano Santaella y de Dolores Serrano Domínguez, hermana del Duque de la Torre)  su residencia habitual en Marmolejo en la actual casa de “La Aviadora” a la que se conoce por esos años como “La meca” y en donde abre las puertas, además de a una nutrida prole de sobrinos que acuden por Marmolejo en las temporadas de verano, a un sinfín de personajes de la cultura, de la política y del mundo de la empresa. 
En esa misma casa falleció a consecuencia de una dolencia repentina. Actualmente los restos de León y Llerena reposan en el cementerio de Marmolejo junto a los de su esposa Luisa Serrano, que falleció en marzo de 1902, y la sirvienta que les acompañó en vida en un nicho sin lápida, adquirido por la Sociedad de Aguas Minero-Medicinales.